# Omsita
L'omsita és un mineral de la classe dels òxids, que pertany al grup de la cualstibita. Rep el nom de la localitat més propera, Oms, al departament de Pirineus Orientals, França.

## Característiques
L'omsita és un hidròxid de fórmula química Ni₂Fe3+(OH)₆[Sb(OH)₆]. Va ser aprovada com a espècie vàlida per l'Associació Mineralògica Internacional l'any 2012. Cristal·litza en el sistema trigonal. La seva duresa a l'escala de Mohs és 3. És un mineral d'hidròxid de doble capa (LDH), amb una topologia coherent amb els membres del grup supergrup de l'hidrotalcita i del grup de la cualstibita.

## Formació i jaciments
Va ser descoberta al Correc d'en Llinassos, a la localitat d'Oms, dins el departament dels Pirineus Orientals, a Occitània, França. Es tracta de l'únic indret on ha estat descrita aquesta espècie mineral.